# مایکل بینگر
مایکل بینگر (انگلیسی: Michael Binger؛ زاده ۲۰ دسامبر ۱۹۷۶) یک فیزیک‌دان اهل ایالات متحده آمریکا است.